# Economia de l'Azerbaidjan
´

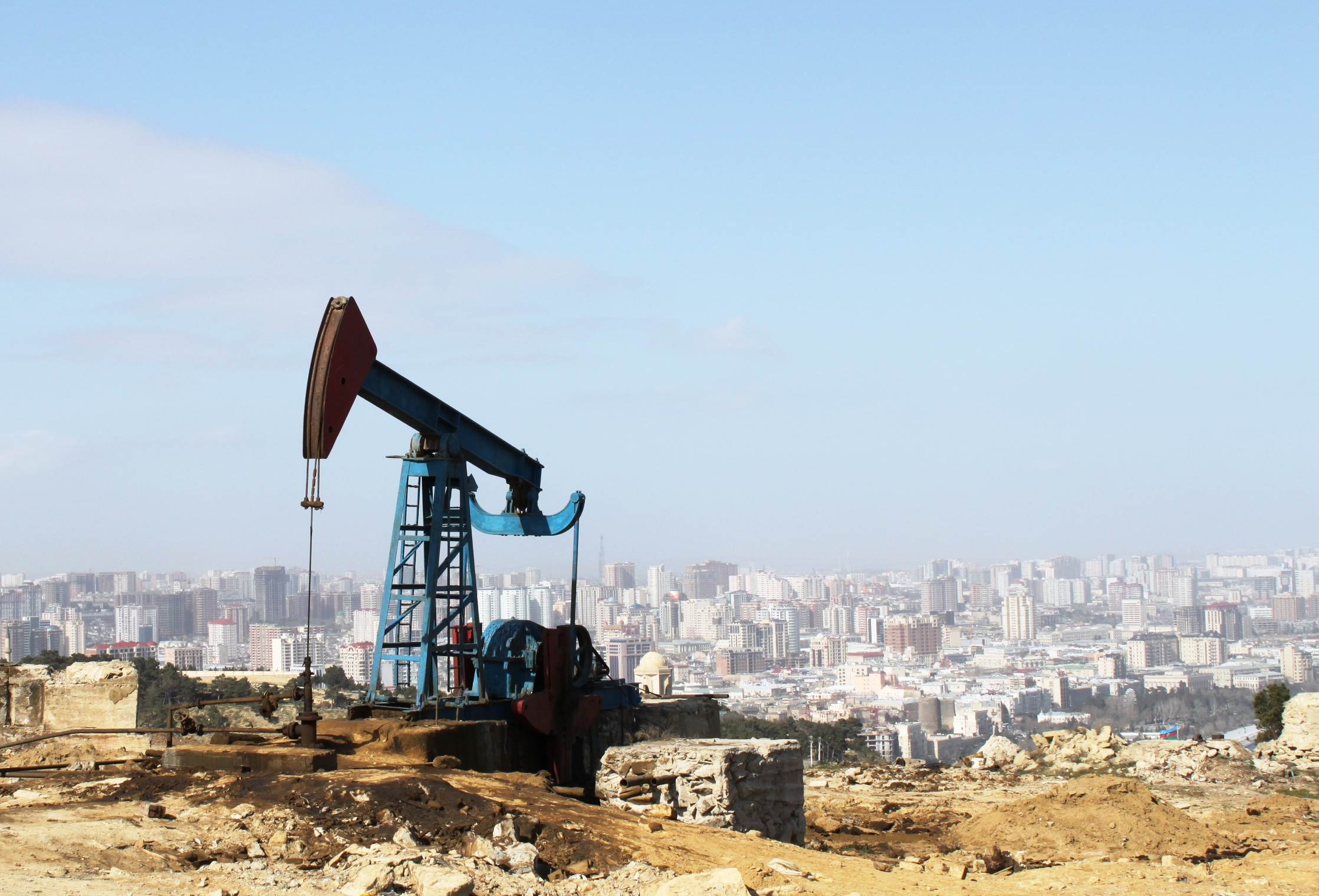
Extracció de petroli prop de Bakú.

L'economia de l'Azerbaidjan és una economia en transició en la qual l'estat continua exercint un paper molt important. Posseeix importants reserves petrolíferes i un gran potencial agrícola gràcies a la varietat dels seus climes. Des de 1995 en cooperació amb l'FMI, Azerbaidjan ha aconseguit seguir amb èxit un programa econòmic d'estabilització que ha portat a situar la seva inflació per sota de l'1,8% (1.800% el 1994). El PIB el 2000 va créixer un 11%, el 5è any consecutiu. La moneda nacional, el manat es va estabilitzar el 2000. El dèficit pressupostari representa l'1,3% del PIB el 2000.
Les reformes econòmiques han aconseguit una estabilització macroeconòmica, encara que la ineficàcia de l'administració pública ha suposat una rèmora. S'ha completat la privatització de les terres agrícoles i de les petites i mitjanes empreses. L'agost de 2000, el govern ha impulsat un segon programa privatitzador centrant-se en les grans empreses estatals.
Durant més d'un segle l'economia del país s'ha basat en el petroli. Ara les companyies multinacionals occidentals estan capacitades per a l'explotació de jaciments que la tecnologia soviètica era incapaç d'assolir. Les reserves es troben en la mar Càspia, amb un volum comparable a l'existent en el Mar del Nord, compartint la sobirania d'aquestes aigües amb Rússia, Kazakhstan i Turkmenistan.
Al març de 2001, Azerbaidjan va signar un acord amb Turquia per subministrar petroli. Va ser projectat un oleoducte que transportaria petroli del Caspi al Mediterrani des de Bakú a través de Tbilisi, (Geòrgia) a Ceyhan a Turquia. Aquest oleoducte es va finalitzar el 2005.

## Medi ambient
Azerbaidjan ha patit greus danys a causa de la contaminació per DDT i per defoliants tòxics emprats en els cultius de cotó durant el període soviètic. La indústria petroquímica també ha contribuït a disminuir la qualitat de les aigües i l'aire. La sobrepesca ha posat en perill l'esturió del qual s'explota el valuós caviar.
Entre els estats caucàsics que són tres Azerbaidjan, Geòrgia i Armènia, Azerbaidjan és més desenvolupat industrialment. Els principals productes són el petroli, el cotó i el gas natural. Les multinacionals petrolíferes ja han pres posicions en aquest mercat des de 1997. El major handicap del país consisteix a realitzar amb èxit la transició d'una economia planificada a una altra de lliure mercat. Un dels majors problemes per al desenvolupament econòmic és el contenciós per Alt Karabakh. El comerç amb les antigues repúbliques socialistes soviètiques està declinant en favor de països com Turquia, Iran, Emirats Àrabs Units, i els països europeus. Les perspectives de futur dependran del preu internacional del petroli.